# Cold Heaven
Pour plus de détails, voir Fiche technique et Distribution.
Cold Heaven est un film britannique réalisé par Nicolas Roeg, sorti en 1991. C'est l'adaptation du roman du même nom de Brian Moore publié en 1983.

## Synopsis
Marie Davenport est sur le point de quitter son mari Alex pour son amant Daniel lorsque son mari est apparemment tué dans un accident de bateau et semble ensuite être revenu de l'au-delà.

## Fiche technique
- Titre français : Cold Heaven
- Réalisation : Nicolas Roeg
- Scénario : Allan Scott d'après Brian Moore
- Pays d'origine : Royaume-Uni
- Format : Couleurs - 35 mm - 1,85:1 - Dolby
- Genre : drame, romance
- Durée : 105 minutes
- Date de sortie : 1991

## Distribution
- Theresa Russell : Marie Davenport
- Mark Harmon : Alex Davenport
- James Russo : Daniel Corvin
- Will Patton : père Niles
- Richard Bradford : monseigneur Cassidy
- Julie Carmen : Anna Corvin
- Talia Shire : sœur Martha
- Diana Douglas : mère St. Agnes
- Seymour Cassel : Tom Farrelly
- Castulo Guerra : docteur DeMencos
- Daniel Ades : docteur Mendes
- Jim Ishida : docteur Tanaki
- Jeanette Miller (en) : sœur Katarina
- Martha Milliken : sœur Anna
- Margarita Cordova : Registrar